# SLC5A6
SLC5A6‏ (Solute carrier family 5 member 6) هوَ بروتين يُشَفر بواسطة جين SLC5A6 في الإنسان.